# Успенка (Оршанський район)
Успе́нка (рос. Успенка, марій. Почиҥга) — присілок у складі Оршанського району Марій Ел, Росія. Входить до складу Великопольського сільського поселення.

## Населення
Населення — 4 особи (2010; 14 у 2002).
Національний склад (станом на 2002 рік):
- марійці — 65 %